# Caos (Warhammer)
Caos sono un gruppo di personaggi immaginari degli universi fittizi di Warhammer 40,000 e Warhammer Fantasy; sono entità spesso malevole che vivono in una sorta di universo parallelo, noto come il Warp in Warhammer 40,000, e come "Reame del Caos" in Warhammer Fantasy. Il termine "Caos" si può riferire alle entità e alla loro influenza, ai servi e adoratori di queste entità o anche all'universo parallelo in cui queste entità risiedono.
Tutto il mondo di questo reame è controllato da alcuni dei, che non hanno aspetto umano, ma hanno la supremazia solo per i loro poteri e le loro mutazioni. Nelle due ambientazioni di gioco, il Caos rappresenta il classico tema dell'Uomo contro Se Stesso, con l'aggiunta fantasy di avere una materializzazione ed un'influenza fisica data da queste energie psichiche. In entrambe le ambientazioni, il Caos è una forza seduttiva, capace di corrompere chiunque lo segua; persino la persona con la forza di volontà più forte sarà gradualmente corrotta e diverrà un altro seguace del Caos. Questa corruzione non è solo spirituale, ma anche fisica: i seguaci degli Dei del Caos hanno spesso ricevuto in dono dai propri padroni delle mutazioni particolari.

## Gli Dei del Caos
Le entità più potenti del cielo e del Caos sono note come Dei del Caos, a volte nominati anche come Dei Oscuri, Poteri Perniciosi, Verità Primordiale o Annichilatore Primordiale. Queste entità sono descritte come esseri enormemente potenti, i quali cercano di estendere il loro potere nel reame dei mortali. Essi fanno questo attraendo seguaci contro i mortali promettendo loro poteri, salute, immortalità o qualunque altra cosa che un potenziale servo potrebbe desiderare. Gli dei sono tipicamente capricciosi, egoisti e vanitosi, richiedono assoluta lealtà dai loro servi e li ricompensano con doni quanto vogliono, in qualunque modo possa sembrare loro appropriato. Gli Dei del Caos sono stati ispirati dalle divinità che compaiono nelle storie del campione eterno di Michael Moorcock.
Testi provenienti dalle ambientazioni di entrambi i giochi affermano che vi sono molti Dei del Caos, ma anche che ve ne sono quattro che sono significativamente più potenti di tutti gli altri. I quattro grandi dei sono spesso rappresentati come antagonisti nelle ambientazioni, muovendo guerre alle altre fazioni, mirando alla totale dominazione su tutto l'intero universo. I nomi e gli aspetti di questi quattro dei sono:
- Khorne - dio della rabbia, della violenza, della guerra e dell'onore marziale.
- Nurgle - dio della decadenza, della dissoluzione, della pestilenza, dell'agonia e della perseveranza.
- Slaanesh - dio dei vizi, degli eccessi, della lussuria, della bellezza, del fascino e del tradimento.
- Tzeentch - dio del mutamento, della manipolazione, della conoscenza, della creazione e della follia.

Mentre questi dei egoisti si combattono fra loro invece che combattere alleati contro i mortali, essi sono anche diametralmente opposti a coppie per caratteristiche e comportamento. Khorne è una divinità dall'azione evidente, in cerca della morte degli altri; è opposto a Slaanesh, che agisce invece segretamente, alla ricerca del piacere in tutte le esperienze (inclusa quella dell'uccisione). Nurgle rappresenta le forze del tempo e della decadenza, della distruzione e della stagnazione, ma anche della vita attraverso l'azione dell'entropia, mentre Tzeentch rappresenta il costante cambiamento, l'evolversi e la costruzione. Queste relazioni di inimicizia possono avere effetto perfino sulla natura delle armate che i generali del Caos possono schierare in entrambe le ambientazioni, al punto che guerrieri che adorano un determinato dio non seguiranno un generale che adora un dio nemico al loro; similmente, il dio del generale potrebbe punirlo per aver tentato di chiedere l'aiuto per la sua armata ad un dio nemico.
Adoratori particolarmente devoti agli dei possono essere premiati con tratti associati ad essi; guerrieri benedetti in questa maniera sono detti portatori del "marchio" del loro dio. Gli effetti di questo marchio variano a seconda del sistema di gioco, dell'armata e del dio, ma in generale sono dei benefici per il guerriero in questione. Per esempio, in Warhammer 40.000, gli Space Marine del Caos adoratori di Nurgle diventano infetti da una moltitudine di terribili malattie che rendono il loro corpo resistente al dolore e alle ferite; la loro controparte in Warhammer Fantasy è simile, ma l'effetto di putrefazione invece li fa apparire spaventosi agli occhi dei nemici. Un altro esempio potrebbe essere Khorne, i cui seguaci in entrambe le ambientazioni sono guerrieri pazzi, quasi incontrollabili che non pensano ad altro che a squartare i propri nemici in combattimenti corpo a corpo. Tanto maggiore è la fedeltà del seguace, tanto più grandi saranno le ricompense ricevute (sotto forma di mutazioni orribili. Nell'Impero dell'Uomo questi "doni" sono ovviamente considerati eresia pura). Un soldato particolarmente fedele al suo Dio può accumulare un numero sufficiente di premi e onore da assumere la carica di Principe Demone, come è successo a tutti i Primarchi passati al Caos e sopravvissuti fino al 41° Millennio.

### Khorne
Khorne è il Dio del Caos, dell'odio, della guerra e della violenza; per questa ragione egli porta il nome di Dio della Guerra e Signore dei Teschi. Non vi sono altari in suo onore poiché è un dio che impersonifica la battaglia e le carneficine, lo stesso scontro armato è considerato un rito e il campo di battaglia un tempio di questo culto. Odia con forza i vili e Slaanesh. Le offerte a questo dio da parte dei fedeli sono i teschi degli avversari caduti e il sangue versato (anche appartenente ai suoi stessi seguaci, basta solo che scorra a fiumi). Per questo motivo è diventata famosa la frase "A Khorne non importa da dove scorra il sangue".
È spesso descritto come un dio molto muscoloso, alto un centinaio di metri, con la testa di un feroce e rabbioso cane, seduto su un grosso trono sopra una montagna di teschi, posto all'interno della sua fortezza, in mezzo ad un mare di sangue e ossa spezzate. I teschi si dice appartengano sia alle sue vittime che ai suoi adoratori, poiché Khorne non si preoccupa della provenienza del sangue che vuole veder scorrere. A causa dell'immensa quantità di violenza e di uccisioni che sono costantemente presenti nell'universo di Warhammer, Khorne è il più forte degli Dei del Caos. I colori associati ad esso sono il rosso, l'ottone e il nero; questi colori sono predominanti nelle colorazioni delle sue orde demoniache, e spesso sono adottati dai suoi seguaci.
Come dio della furia omicida folle, i seguaci mortali di Khorne sono guerrieri quasi incontrollabili, tuttavia dotati di un'eccezionale abilità marziale. Gli adepti di Khorne hanno in comune col proprio dio la schietta filosofia in combattimento, preferendo correre a testa bassa direttamente contro i propri nemici in modo da ingaggiarli e sconfiggerli in un combattimento corpo a corpo.
In Warhammer 40.000 è servito principalmente dagli Space Marine del Caos della Legione Traditrice dei Divoratori di Mondi, ma non esclusivamente. Questi frenetici guerrieri di solito impugnano armi ed equipaggiamenti dell'Imperium, e le armi a catena sono i loro campi di scelta, fra cui spiccano le asce, le armi favorite da Khorne, ma altre armi da combattimento ravvicinato o da corto raggio usate sono spade e pistole. Inoltre, è un fatto conosciuto che il numero preferito da Khorne sia l'otto, perciò le squadre di Berserker e di guerrieri Khorne sono formate da otto membri. Sebbene Khorne favorisca le asce per i propri seguaci, lui stesso non ne usa una. Al suo posto possiede l'enorme e potente Spada Nera.
In Warhammer Fantasy, i campioni di Khorne sono visti in genere in rosso, nero ed ottone, con la tipica ascia molto grande, sebbene vengano usate altre armi quali spadoni ed occasionalmente lance. La runa di Khorne è in genere sfoggiata notevolmente sulle loro armature.
Diversamente dagli altri tre dei, è risaputo che i seguaci di Khorne non hanno mai costruito templi in suo onore a parte qualche mucchio di pietre all'estremo nord. Invece, loro adorano il proprio dio sul campo di battaglia, lodandolo sul fronte di battaglia con urla del tipo: "Sangue per il dio del sangue! Teschi per il trono di Khorne!". Comunque in Dawn of War: Winter Assault, come in Dawn of War: Dark Crusade e in Dawn of War: Soulstorm, appaiono templi dedicati a Khorne. Questi ultimi sono solo semplici colonne d'ottone con intorno vasche nere piene di sangue.
È stimato come il Dio del Caos più temuto e venerato e la maggior parte dei guerrieri del Caos batte stemma di Demoni di Khorne:
- Sanguinari
- Divoratori
- Assetati di Sangue (normali o esaltati)
- Juggernaut (cavalcati da Sanguinari o campioni mortali)

Macchine Demoniache di Khorne:
- Kytan, una macchina bipede paragonabile ad un Signore dei Teschi con le gambe al posto dei cingoli, anche se con qualche altra differenza meno evidente.[1]
- Massacratori di Sangue[2]
- Grandi Scorpioni d'Ottone[3]
- Signori della Battaglia
- Signori dei Teschi
- Calderoni del Sangue
- Torri dei Teschi
- Dispensatori di Morte
- Disintegratori del Destino
- Troni del Sangue (comandati da Sanguinari)
- Cannoni Teschio (comandati da Sanguinari)

### Nurgle
Nurgle è il dio che più si preoccupa dei suoi seguaci mortali, i quali lo chiamano affettuosamente "papà" o "nonno Nurgle", oppure con l'appellativo "Signore della Putrefazione". Nelle sue raffigurazioni è presentato come un enorme umanoide, ma dal corpo ricoperto di bolle, piaghe e ferite incancrenite. È spesso accompagnato da sciami di mosche, qui viste come insetti portatori di infezioni. Dalle sue ferite spuntano Nurglini, piccoli esseri che sono l'incarnazione della malattia stessa. Nurgle odia Tzeentch per il semplice motivo che Tzeentch rappresenta la speranza e Nurgle la disperazione. Con la speranza, la disperazione perde la sua presa su tutti gli esseri viventi, così Nurgle perde il suo potere sui mortali.
Come il loro dio, anche tutti i seguaci di Nurgle hanno come obiettivo unico espandere la malattia e il contagio. I suoi discepoli, sia in Warhammer Fantasy che in Warhammer 40.000, appaiono coperti di pustole e piaghe. Nella versione Fantasy, questo fa sì che abbiano un aspetto terrificante: i suoi campioni più potenti sono stati onorati con malattie estremamente potenti, il che rende questi guerrieri immuni alla paura e al dolore. Nonostante queste caratteristiche spaventose, i seguaci di Nurgle hanno spesso un atteggiamento giocosamente beffardo; avendo perso ogni speranza, essi godono della spensieratezza macabra dei condannati, spesso le carovane pestilenziali dei seguaci di Nurgle hanno l'aspetto carnevalesco di circhi inquietanti e caricaturali.
In Warhammer 40.000 è servito principalmente dagli Space Marine del Caos della Legione Traditrice della Guardia della Morte. Il numero sacro di Nurgle è il 7, motivo per cui le legioni dei suoi seguaci sono spesso formate da unità composte da un numero di guerrieri multiplo di 7.
Demoni di Nurgle: 
- Untori
- Nurglini
- Bestie di Nurgle
- Parassiti della Peste
- Grandi Immondi (normali o esaltati)

Macchine Demoniache di Nurgle:
- Colossi della Peste[4]
- Droni della Peste[5]
- Torri della Peste, torri d'assedio meccanizzate e demoniache capaci di lanciare pus. Apparvero in Epic.
- Contagion, catapulte demoniache che lanciano proiettili tossici. Apparvero in Epic.

### Slaanesh
È il dio della perfezione e della bellezza, ma anche della perversione, della lascivia e dell'eccesso in ogni sua forma. È adorato da tutti coloro che vogliono eccellere in qualcosa. L'aggettivo corretto per riferirsi a pratiche o creature a esso correlate è 'Slaaneshi'. I suoi seguaci sono tutti circondati da un'aura di beltà e fascino che ammalia tutti, nemici ed amici. Questi ultimi provano un piacere profondo in qualsiasi cosa essi facciano, persino quando la morte sopraggiunge su di loro.
Contrariamente a Tzeentch, Khorne e Nurgle, che sono stati creati molto prima dell'Eresia di Horus, Slaanesh è stato creato dagli Eldar, nel momento in cui questi, credendosi superiori, si diedero agli eccessi e i loro peccati, uniti insieme, diedero vita a questa creatura, che già appena nata spazzò via quasi completamente la parte di galassia dove sorgeva il loro dominio (diventando poi l'Occhio del Terrore) e lasciando della razza Eldar solo pochi esuli che vagano per la galassia su enormi astronavi dette arcamondi. In Warhammer Fantasy, fu il Culto di Slaanesh che contribuì alla corruzione degli Alti Elfi che diventarono poi gli Elfi Oscuri.
Slaanesh è descritto come avente molte forme, siano esse femminili o maschili, ma anche ermafrodite o androgine. In ogni caso, egli è sempre innaturalmente bello e irresistibile per i mortali che lo vedono. Slaanesh è considerato un essere maschile dai mortali, con l'importante eccezione degli Eldar, razza dell'universo di Warhammer 40.000 che identifica Slaanesh come una donna, riferendosi ad "essa" come a Colei che Ha Sete o La Grande Nemica.
Nel tomo originale Schiavi dell'oscurità di Reami del Caos, il dio, nella sua forma originale, è descritto come una statuaria figura ermafrodita con la parte destra del corpo femminile e la sinistra maschile. Esso è raffigurato come adornato da una folta chioma di capelli da cui partono un doppio paio di corna taurine (uno più grande e l'altro più piccolo all'interno del primo paio). Si dice che il dio brandisca sempre un'arcana staffa d'oro che gli serve come ricettacolo per molti dei suoi terrificanti poteri e che sia il suo più grande tesoro.
I seguaci di Slaanesh ricercano il piacere in ogni esperienza, e per tale motivo diventano presto insensibili alle cose più comuni come i suoni e i colori; a causa di ciò, spesso si vestono con sgargianti e brillanti armature o vestiti decorati in modo stravagante. In Warhammer Fantasy gli adoratori di Slaanesh sono conosciuti per la loro totale mancanza di paura, poiché vedono il perdere una battaglia come una nuova esperienza da cui trarre piacere.
In Warhammer 40.000 è servito principalmente dagli Space Marine del Caos della Legione Corrotta dei Figli dell'Imperatore, anche se essi non sono i suoi unici servitori. Gli Space Marine del Caos che adorano Slaanesh spesso vanno in battaglia brandendo dei particolari armamenti sonici; questi guerrieri sono spesso chiamati Marine Distorsori. Essi hanno anche l'abilità di emettere grida perforanti che possono disorientare i loro avversari, avvantaggiandoli nel combattimento. La natura di Slaanesh lo rende estremamente seducente; a causa di questo, ha un ruolo profondamente importante nelle trame dei racconti appartenenti all'ambientazione sia di Warhammer Fantasy che di Warhammer 40.000.
I colori di questa divinita sono il viola e l'oro, numero sacro a Slaanesh è il 6: le squadre d'assalto sono quindi formate da sei membri. 
Demoni di Slaanesh:
- Demonette
- Destrieri
- Diavoli
- Custodi dei Segreti (normali o esaltate)

Macchine Demoniache di Slaanesh:
- Cavalieri Infernali
- Camminatori Infernali
- Flagelli Infernali
- Carri delle Cacciatrici (normali o esaltati, comandati da Demonette e trainati dai Destrieri)
- Soggiogatori, Titani Warhound corrotti e armati di Chele Infernali e Impulsi Psionici. Apparvero inizialmente in Epic, poi vennero rinnovati in Warhammer 40.000: Apocalypse e successivamente apparvero nel Temo degli Eccessi.
- Questor, Titani Warhound pesantemente corrotti e specializzati nell'attacco a distanza, noti per i loro Cannoni Tormentatori. Apparvero in Epic.

### Tzeentch
Tzeentch è il dio della sapienza, della conoscenza e del fato; conosce tutte le azioni che sono state fatte, sono fatte, saranno fatte o potrebbero essere fatte; è anche il dio del cambiamento e molti tra coloro che lo adorano lo fanno per ottenere conoscenze e preveggenza, ma più spesso che tra i cultisti degli altri poteri maggiori, vengono mutati e distorti (tra le mutazioni figurano spesso becchi, piume o zampe di rapaci). L'aggettivo corretto per riferirsi a riti, pratiche o creature connesse con questo Potere è 'Tzeenchiano'. Tra i suoi soprannomi figurano "Cambiatore di Vie" e "Colui che è in perenne cambiamento"; poiché egli rappresenta il cambiamento, non ha un aspetto vero e proprio, ma nell'universo fittizio di Warhammer Fantasy è solitamente descritto come una nube luminosa che cambia colore continuamente, ma ciò è quello che credono coloro che non sono mai stati al suo cospetto: in realtà egli presenta più di un volto, e tutti i suoi occhi sono intenti a scrutare più di un futuro, mentre le sue molteplici bocche parlano all'unisono della medesima cosa, ma sempre con sottili differenze.
In Warhammer 40.000 è servito principalmente dagli Space Marine del Caos della Legione Traditrice della Stirpe dei Mille.
Tutti i seguaci mortali di Tzeentch hanno la caratteristica comune di provare ad aumentare il proprio potere e la propria saggezza attingendo ad antiche conoscenze proibite di magia nera, o attraverso trame intricate e complicate. Nonostante molti tra quelli che hanno aderito al culto di Tzeentch siano usufruitori di magia, fra le sue file appaiono anche combattenti, rivoluzionari, politici, criminali e molti altri individui che hanno interesse o speranza nel cambiamento. Il particolare più pericoloso riguardante Tzeentch è che anche se un suo seguace è alimentato da nobili ideali, ogni diversione nel cercare conoscenza o cambiamento è una silenziosa affermazione dell'enorme potere del dio.
Demoni di Tzeentch:
- Orrori Rosa (quando muoiono si formano due Orrori Blu)
- Pirodemoni (normali o esaltati)
- Strillatori
- Disco di Tzeentch
- Signori del Mutamento (normali o esaltati)

Macchine Demoniache di Tzeentch:
- Signori del Fuoco, velivoli super-pesanti d'assalto apparsi in Epic. Erano equipaggiati con cannoni laser, cannoni inferno e bombe tempesta di fuoco.
- Ali del Destino, velivoli simili ai Signori del Fuoco, ma specializzati nell'abbattere la fanteria e altri velivoli.
- Torri d'Argento, fortezze sollevate da terra grazie alla stregoneria.
- Carri Fiammeggianti (comandati da Pirodemoni esaltati o Araldi di Tzeentch e trainati da due Strillatori).
- Raggi d'Etere, sostanzialmente Dischi di Tzeentch meccanici talmente grandi da trasportare intere squadre al posto di un singolo individuo.[6]
- Demonispecchio, macchine demoniache create sul pianeta Q'Sal intrappolando un Signore del Mutamento all'interno di un gigantesco scarabeo meccanico.[6]
- Auruntaur, uno Strazia-Anime unico creato anch'esso su Q'sal, dalle dimensioni ciclopiche e impossibile da controllare.[6]

### Altri Dei del Caos
Oltre a queste quattro divinità maggiori, esistono altre divinità minori. Le divinità minori del Caos menzionate in Warhammer Fantasy e Warhammer 40.000 includono:
- Grande Ratto Cornuto: nell'ambientazione di Warhammer Fantasy, il Ratto Cornuto è il dio degli Skaven. Rappresenta gli aspetti del potere del Caos stesso, della sfortuna e altre caratteristiche della razza Skaven. In Age of Sigmar il suo potere è aumentato e non è più considerato un Dio del Caos minore.
- Malal: il quinto Dio del Caos rinnegato, primo a nascere, rappresenta il Caos che combatte contro se stesso, viene rappresentato come una grande bestia. Viene conosciuto anche come Malice. Il suo potere supera quello dei suoi fratelli, ma a seguito di problemi di copyright, non è stato più menzionato all'interno del materiale di ambientazione del gioco, mentre nei libri è possibile trovarlo, anche se si trovano diversi riferimenti a lui in diverse pubblicazioni successive di Games Workshop, come il Tomo del Sangue, Imperial Armour 13 e il Codex Space Marine del Caos di 3ª Edizione. L'unico Campione di Malal conosciuto è Kaleb Daark.
- Be'lakor: conosciuto anche come L'Oscuro Padrone, Be'lakor era prima un grande campione degli Dei Oscuri ed il primo mortale a guadagnare l'immortalità in Warhammer Fantasy[senza fonte]diventando un Principe Demone. Ha tentato di guadagnare lo status di divinità maggiore ma ha fallito, e gli Dei Oscuri lo hanno obbligato a servirli per l'eternità. I suoi poteri sono tali da poter garantire ai propri seguaci (chiamati gli "Emissari Oscuri") magie similari a quelle degli altri dei. Recentemente ha preso coscienza di sé e trama contro i suoi padroni per avere la libertà. Sebbene non sia mai stato ufficializzata la connessione, presenta molti collegamenti con Malal/Malice.
- Hashut: nell'ambientazione di Warhammer Fantasy, Hashut è il dio dei Nani del Caos. Rappresenta gli aspetti dell'industria, del fuoco, dei vulcani, dell'oscurità, dei martelli e del lampo.
- Necoho: in Warhammer Fantasy, un dio minore rinnegato noto come "il Dubitatore", che rappresenta gli aspetti dell'agnosticismo e dell'ateismo.
- Zuvassin: in Warhammer Fantasy, un dio minore rinnegato noto come "il Grande Disfacitore", che rappresenta il desiderio di rendere vani gli sforzi altrui.
- An'sl, Mo'rcck, e Phraz-Etar: dei minori menzionati nel materiale d'ambientazione di Warhammer 40.000 (Jervis Johnson, 1999). Oltre ai loro nomi e al fatto che essi sono dei minori, nient'altro è noto di loro.
- il Dio Bambino Urlante: un dio in Warhammer Fantasy che ha le fattezze di un bimbo. Non molto è noto su di lui, ad eccezione del fatto che è stato rinchiuso in un'altra dimensione nota come l'Altrità. Se raggiunto, egli risponderà ad ogni domanda, ma dopo non sarà più possibile andarsene. Malus Lamanera ingannò il Dio Urlante e riuscì ad andarsene, ma il Dio Bambino Urlante lo catturò e imprigionò un demone del Caos noto come Tz'arkan con lui.
- gli altri: vi sono una moltitudine di dei e culti senza nome. Nell'ambientazione di Warhammer 40.000, per esempio, gli Space Marine del Caos chiamati Razziatori e Obliteratori hanno i loro propri culti, la cui natura è virtualmente nascosta. Materiale d'ambientazione di Warhammer Fantasy menziona molte altre divinità minori con veramente poche notizie in merito ai loro nomi e al loro aspetto, come per esempio Khakkekk (dio goblin del sangue), Atagro (dio delle bestie), Meneloth (dio elfico del piacere), Obscuras (dio delle ombre e delle cose nascoste) e Mermedus (dio del mare).

### Caos Indiviso
In aggiunta agli dei individuali, alcuni seguaci degli Dei Oscuri adorano il Caos in altri modi. Alcuni seguaci adorano gli dei come un pantheon piuttosto che seguire un particolare dio. Altri seguaci adorano il Caos come una singola grande entità, con i vari dei visti come manifestazioni dei vari aspetti di questa entità. Ancora altri semplicemente seguono inizialmente un dio per poi passare ad adorarne un altro, seguendo più la convenienza che la fede. Tutti questi sono raggruppati assieme sotto il nome di Caos Indiviso; seguaci del Caos Indiviso possono indossare un marchio, simile a quello dei seguaci dei quattro dei maggiori.
Generali che indossano il simbolo del Caos Indiviso, in entrambe le ambientazioni, hanno maggiore libertà dagli effetti delle difficili relazioni fra gli Dei del Caos. Per esempio, mentre guerrieri che adorano Slaanesh non seguirebbero un generale che adora Khorne, un generale Indiviso può convincere questi guerrieri del dio a combattere per lui, senza temere rappresaglie da altri.
Inoltre, esistono altre forme più specializzate del marchio del Caos Indiviso, generalmente indossate da leader straordinari. Per esempio, Abaddon il Distruttore, personaggio di Warhammer 40,000, indossa il marchio del Caos Ascendente, che gli fu donato in maniera particolare dai quattro Dei grazie al suo ruolo di capo supremo delle forze del Caos. Archaon, personaggio di Warhammer Fantasy, è similmente marchiato come il Prescelto Eterno o il Signore della Fine dei Tempi.
Secondo il Tomo della Corruzione, un supplemento per il gioco Warhammer Fantasy Roleplay, esisterebbe una divinità per il Caos Indiviso: La Grande Bestia, una divinità incredibilmente potente che incute timore anche agli altri Dei Oscuri, la sua esistenza però è avvolta nel mistero.
Esistono anche le seguenti Macchine Demoniache Indivise:
- Profanatore
- Strazia-Anime (a causa del suo design associabile al genere steampunk, è stato introdotto anche in Warhammer Fantasy)
- Decimator[7]
- Demone della Forgia
- Demone del Massacro
- Drago Infernale
- Ruota della Morte

In realtà non esistono per forza solo queste Macchine Demoniache. Qualsiasi costrutto meccanico creato da un tecno-eretico e animato da un demone viene considerato una Macchina Demoniaca.

## Le Forze del Caos
A seguire i servitori tipici degli Dei del Caos e l'ambientazione dalla quale provengono.
- Bestie del caos - in Warhammer Fantasy comprendono i bestiali servitori del Caos, gli "Uominibestia" (simili a capre) e altre creature intelligenti simili ad animali.
- Nani del Caos - in Warhammer Fantasy, Nani corrotti che servono il dio Hashut.
- Space Marine del Caos - in Warhammer 40,000, Space Marine che sono stati corrotti dal Caos a seguito dell'Eresia di Horus. Successivamente, anche altri Capitoli di Space Marine si convertirono al Caos, diventando Bande da Guerra o Capitoli Rinnegati.
- Demoni - in entrambe le ambientazioni, sono entità minori relative agli Dei del Caos, frequentemente al loro servizio.
- Orde del Caos - in Warhammer Fantasy, i mortali adoratori del Caos.
- Skaven - in Warhammer Fantasy, una razza di grossi uomini-ratto che servono un loro Dio del Caos, il Grande Ratto Cornuto.
- I Perduti e Dannati - in Warhammer 40,000, vari gruppi perduti di Guardie Imperiali corrotte e selvaggiamente mutate, umani simili a bestie e altri vari traditori, a volte guidati da Space Marine del Caos.